# ズラノロン
ズラノロン（英: Zuranolonel）は、アメリカで産後うつ病の適応で認可されている抗うつ薬のこと 。
GABAA受容体ポジティブアロステリックモジュレータとして作用する。セージ・セラピューティクスとバイオジェンによって開発され、2023年8月にアメリカで産後うつ病の治療薬として承認された。アメリカでの商品名は「ズルズバエ」。投与経路は経口。

## 医療用途
FDAにより産後うつ病の適応で承認されている。
うつ病の治療薬としても開発中であったが、この適応の申請は有効性の証拠が不十分であるとしてFDAからCLA（完全回答書：FDAが未解決の疑問点を抱えていることを意味し、現時点でこの適応を承認できないことを意味する書類）が提出された。

## 副作用
一般的な副作用としては、眠気、めまい、下痢、疲労、尿路感染症などがある。

## 特徴
ズラノロンは静脈内投与される神経ステロイドであるブレキサノロンの改良薬として開発され、経口バイオアベイラビリティが高く、生物学的半減期は1日1回の投与に適している 。半減期は約16～23時間で、ブレキサノロンの 約9時間と比較して長い。  
成人の産後うつ病に対するズラノロンの有効性は、2つのランダム化ダブルブラインド比較試験で実証されている。被験者は、精神障害の診断と統計マニュアルの大うつ病エピソードの基準を満たし、症状が妊娠第3期または出産後4週間以内に始まった産後うつ病の女性であった。研究1では、参加者は14日間、1日1回夕方にズラノロン50 mgまたはプラセボを投与された。研究2では、参加者は14日間、ズラノロン40 mgまたはプラセボを投与された。両方の研究の参加者は、14日間の治療後少なくとも4週間観察された。両研究の主要評価項目は、15日目に測定した17項目のハミルトンうつ病評価尺度（HAMD-17）の合計スコアを用いたうつ病症状の変化であった。ズラノロン群の参加者は、プラセボ群の参加者と比較して症状の統計的に有意な改善を示した。治療効果は、ズラノロンの最後の投与から4週間後の42日目にも維持された。

## 歴史
- 2018年
  - 6月14日 - 塩野義製薬がセージ・セラピューティクスと「ズラノロン」の日本、台湾および韓国における開発、販売に関する契約を締結[12]。
- 2020年
  - 6月 - 塩野義製薬が日本国内において大うつ病性障害に対して「ズラノロン」の第2相臨床試験を開始[13]。
- 2021年
  - 9月 - 塩野義製薬が日本国内において大うつ病性障害に対して行っていた「ズラノロン」の第2相臨床試験終了[13]。
- 2023年
  - 8月4日 - FDAが「ズラノロン」を産後うつ病の適応で承認[12]。
- 2024年
  - 9月27日 - 塩野義製薬が「ズラノロン」をうつ病の適応で厚生労働省に製造販売承認申請[14]。

## 研究
大うつ病性障害の治療における有効性と安全性を評価するためのランダム化比較試験第3相試験では、ズラノロン群（1日1回50mgのズラノロンを経口投与、14日間）の被験者は、治療期間と追跡期間を通じて、うつ病症状（ HAMD-17スコアで評価）について統計的有意かつ持続的な改善を示した。 
その他の研究対象疾患としては、不眠症、双極性うつ病、本態性振戦、パーキンソン病などがある。

## 論文
- 大うつ病性障害に対する第Ⅲ相臨床試験結果： “Zuranolone for the Treatment of Adults With Major Depressive Disorder: A Randomized, Placebo‐Controlled Phase 3 Trial”. 2024年8月9日閲覧。 American Journal of Psychiatry Published: 03 May 2023